# Andrés F. Dasso Hoke
Andrés Francisco Dasso Hoke (* Lima, 1893 - † idem, 1958) fue un empresario industrial y político peruano. También fue Alcalde de Lima (1926-1929), Senador de la República y Ministro de Hacienda.

## Biografía
Andrés F. Dasso Hoke nació en Lima, el 16 de junio de 1893. Hijo del italiano Andrea Dasso Colombo y Mary Josephine Hoke Delaney. Estudió en el Instituto de Lima (actual Colegio Humboldt) y en el Pratt Institute de Brooklyn, Nueva York. Posteriormente, hizo estudios de Maquinaria maderera en el American Woodworking Machinery Co. de Rochester.                                
Se casó el 2 de febrero de 1919 con María Luisa Valle Valle (hija de Tomás y Cristina (Valle) Valle; y tuvieron 4 hijos: Lilly, Andrés T., Rosa, y Tomás. Fue presidente de la Sanguinettti & Dasso, maderas Co., compañía fundada por su padre que estuvo involucrada en la expansión urbana de Lima. Fue además presidente de la Compañía Carbonera Pallasca Antracita y director de San Luis Gold Mines y de la Compañía de Seguros Rímac.
Entre 1925 y 1926, fue presidente del Rotary Club de Lima, además entre 1926 y 1929 fue Alcalde de Lima. Entre 1939 y 1945, senador por Lima y entre 1950 y 1952, Ministro de Economía y Finanzas del Perú.